# Muruta
Muruta è un comune del Burundi situato nella provincia di Kayanza con 57.888 abitanti (censimento 2008).

## Geografia antropica

### Suddivisioni amministrative
Il comune è suddiviso in 25 colline.